# Cachrys
Cachrys és un gènere de plantes amb flors dins la família de les apiàcies. Conté tres o quatre espècies. És un endemisme del sud d'Europa i Nord d'Àfrica. Als Països Catalans es troben les espècies Cachrys trifida i Cachrys sicula.